# هيلموت يان (لاعب كرة قدم)
هيلموت يان (بالألمانية: Helmut Jahn)‏ (22 أكتوبر 1917 في ألمانيا - 18 مارس 1986 في ألمانيا) هو لاعب كرة قدم ألماني في مركز حراسة المرمى. شارك مع منتخب ألمانيا لكرة القدم. أما مع النوادي، فقد لعب مع شتوتغارت كيكرز ونادي سانت باولي ونادي شتوتغارت ونادي كوبلنتس وBerliner SV 1892 ‏.

## وصلات خارجية
- هيلموت جان على موقع قاعدة بيانات كرة القدم.إي يو (الإنجليزية)
- هيلموت جان على موقع ناشيونال فوتبول تيمز (الإنجليزية)
- هيلموت جان على موقع عالم كرة القدم.نت (الإنجليزية)